# Pouteria condorensis
Pouteria condorensis är en tvåhjärtbladig växtart som beskrevs av Terence Dale Pennington. Pouteria condorensis ingår i släktet Pouteria och familjen Sapotaceae.
Artens utbredningsområde är Ecuador. Inga underarter finns listade i Catalogue of Life.